# Подводные лодки проекта «Калина»
Подводные лодки проекта «Калина» — название проекта неатомной подводной лодки 5-го поколения для ВМФ РФ. Лодки этого проекта должны заменить ДЭПЛ 3-го и 4-го поколений.

## История
18 марта 2013 года в СМИ появилась информация, что специалисты Центрального конструкторского бюро морской техники «Рубин» по заказу Министерства обороны РФ приступили к научно-исследовательским разработкам (НИР) по определению облика новой неатомной подводной лодки. К декабрю 2014 года работы были завершены, и подготовлен аванпроект, получивший обозначение «Калина-ВМФ». По аванпроекту предусматривается возможность размещения крылатых ракет комплекса «Калибр», и  использования двух вариантов двигательной установки — воздухонезависимой энергетической установки (ВНЭУ) и литий-ионной аккумуляторной батареи (ЛИАБ).
Согласно годовому отчету ОСК за 2014 год проектирование лодки запланировано на 2015 год.
18 марта 2016 года объявлено, что в ЦКБ МТ «Рубин» закончена разработка проекта «Калина», который должен будет пройти согласование с Министерством обороны РФ. Строительство ПЛ 5-го поколения будет включено в государственную программу вооружений до 2025 года. А серийное производство начнется не ранее 2025 года.
28 июня 2016 года было сообщено, что первая неатомная подводная лодка проекта «Калина» будет заложена в 2018 году, строительство будет происходить на предприятии «Адмиралтейские верфи».

### ГЭУ
Главным преимуществом лодок 5-го поколения «Калина» должна стать воздухонезависимая энергетическая установка на основе электрохимического генератора. Она даст возможность находиться под водой без всплытия для зарядки батарей значительно дольше, чем лодкам с классической ГЭУ. Её разработкой занимаются в ЦКБ МТ «Рубин».
В 2016 году завершены наземные испытания ВНЭУ, и в марте начата подготовка к выполнению морских испытаний на специальном плавучем стенде. Испытания начнутся на Балтийском море в 2016 году — сообщил генеральный директор ЦКБ «Рубин» Игорь Вильнит. По завершении испытаний и после начала серийного производства ГЭУ могут быть смонтированы на подлодке на любом этапе строительства, благодаря её модульному типу. Принципиальное отличие новой ВНЭУ от зарубежных аналогов — это то, что запас водорода не находится на борту а производится в объеме потребления с помощью риформинга дизельного топлива в специальной установке.